# Agudos
Agudos é um município brasileiro localizado no centro-oeste do estado de São Paulo. Sua população estimada em 2024 pelo IBGE era de 38.879 habitantes. O município é formado pela sede e pelo distrito de Domélia.

## História
Até meados do século XIX habitantes selvagens dominavam completamente o oeste paulista (tribos caingangues). A partir daí começam a aparecer na região os primeiros exploradores da terra para cultivar, e dentre eles destacam-se três nomes de grande importância para a história de Agudos: Faustino Ribeiro da Silva, Coronel Delfino Alexandrino de Oliveira Machado e Benedito Ottoni de Almeida Cardia.
Faustino Ribeiro da Silva, mineiro de origem, veio para esta região por volta de 1853, quando adquiriu grandes extensões de terra.
Na década de 80 do século XIX transferiram-se de Lençóis para a região os agricultores Delfino Alexandrino de Oliveira Machado e seu genro Benedito Ottoni de Almeida Cardia, reconhecendo a superioridade das terras do atual município em relação às terras de Lençóis, sendo ideais para o plantio de café. Nessas terras estava o futuro da agricultura na qual estavam interessados: a Serra dos Agudos.
Foi em 1893 que Faustino Ribeiro da Silva doou parte de suas terras (aproximadamente 13 alqueires) à igreja, onde foi construída a primeira capela, em torno da qual a atual Agudos se desenvolveu.

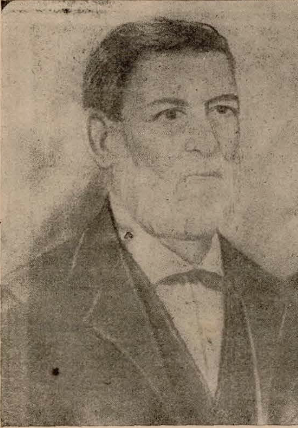
Faustino Ribeiro da Silva.

O Coronel Delfino Alexandrino de Oliveira Machado, líder político agudense, dedicou grande parte de sua vida com trabalho para que a então florescente Agudos se firmasse como cidade próspera e influente. Tinha acesso às esferas mais altas do governo, tendo sido o autor da representação pedindo que o então Distrito Policial fosse elevado a Distrito de Paz, em 1897, com o nome de “São Paulo dos Agudos”, por São Paulo ser o padroeiro da cidade e a mesma estar situada na serra dos Agudos.
No ano seguinte o Distrito de Paz foi transformado em Município e recebeu sua primeira Câmara Municipal no ano de 1899, tendo o Coronel Joaquim Ferreira Souto como presidente e Benedito Ottoni de Almeida Cardia como intendente.
Já a Comarca que originalmente tinha sede em Lençóis foi, através da Lei n.º 635, de julho de 1899, transferida para São Paulo dos Agudos a qual, pelo mesmo instrumento legal, foi elevada à categoria de Cidade. Em 1901, pela Lei n.º 785 de 15 de julho, a Comarca de Lençóis passou a denominar-se Comarca de Agudos. Por fim em 1905 a cidade teve seu nome simplificado para Agudos.
Em 1903 a ferrovia chega à cidade, com a inauguração das estações da E. F. Sorocabana e da Cia. Paulista.
Entre os séculos XIX e XX, Agudos recebeu muitas famílias de origem italiana, portuguesa e espanhola que ofereciam serviços no campo e cidade, o que foi fator determinante para o rápido desenvolvimento e evolução da cidade.

### Formação territorial-administrativa
Histórico da formação do município:
- Distrito criado com a denominação de São Paulo dos Agudos, pela Lei Estadual n.º 514, de 02/08/1897, subordinado ao município de Lençóis.
- Elevado à categoria de vila com a denominação de São Paulo dos Agudos, pela Lei Estadual n.º 543, de 27/07/1898, desmembrado de Lençóis. Sede na vila de São Paulo dos Agudos. Instalado em 20/02/1899.

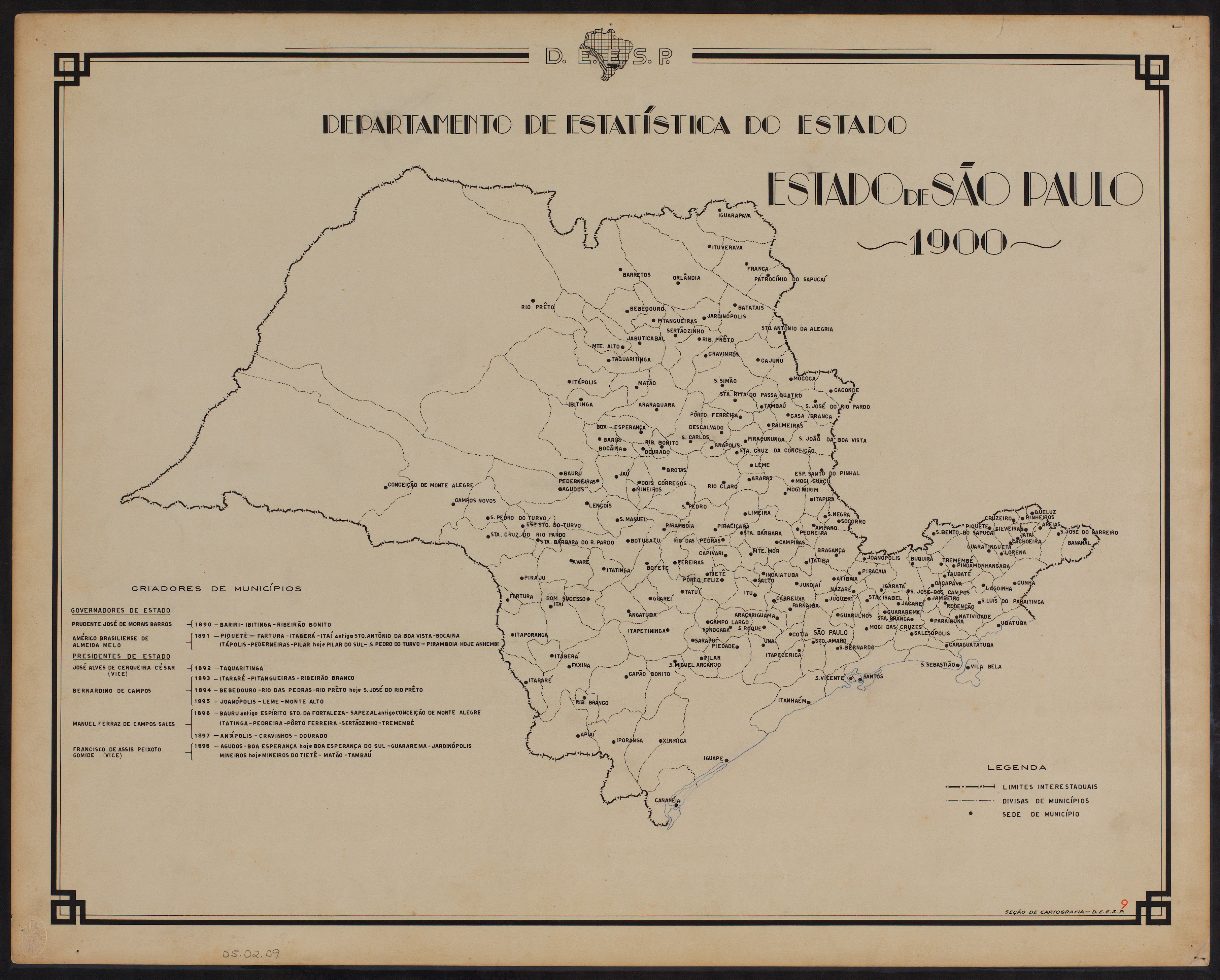
Estado de São Paulo (1900).

- Pela Lei Estadual n.º 975, de 20/12/1905, o município passou a denominar-se Agudos.
- Pela Lei Estadual n.º 1.225, de 16/12/1910, o município de Agudos adquiriu do município de Bauru o distrito de Piratininga.
- Pela Lei Estadual n.º 1.375, de 31/12/1912, o município de Agudos adquiriu do município de Bauru o histórico distrito de Piatã, antigo Espírito Santo da Fortaleza.[13]
- A Lei Estadual n.º 1.395, de 17/12/1913, desmembra de Agudos o distrito de Piratininga, elevado à categoria de município.
- Pela Lei Estadual n.º 1.494, de 29/12/1915, o município de Agudos adquiriu do município de Lençóis o histórico distrito de Tupá, antigo São João de São Domingos.[14]
- Pela Lei Estadual n.º 1.590, de 27/12/1917, o distrito de Piatã foi extinto.
- Pelo Decreto n.º 6.789, de 23/10/1934, foi criado o distrito de Santa Cruz da Boa Vista.
- Pelo Decreto n.º 6.790, de 23/10/1934, foi criado o distrito de Bandeirantes.

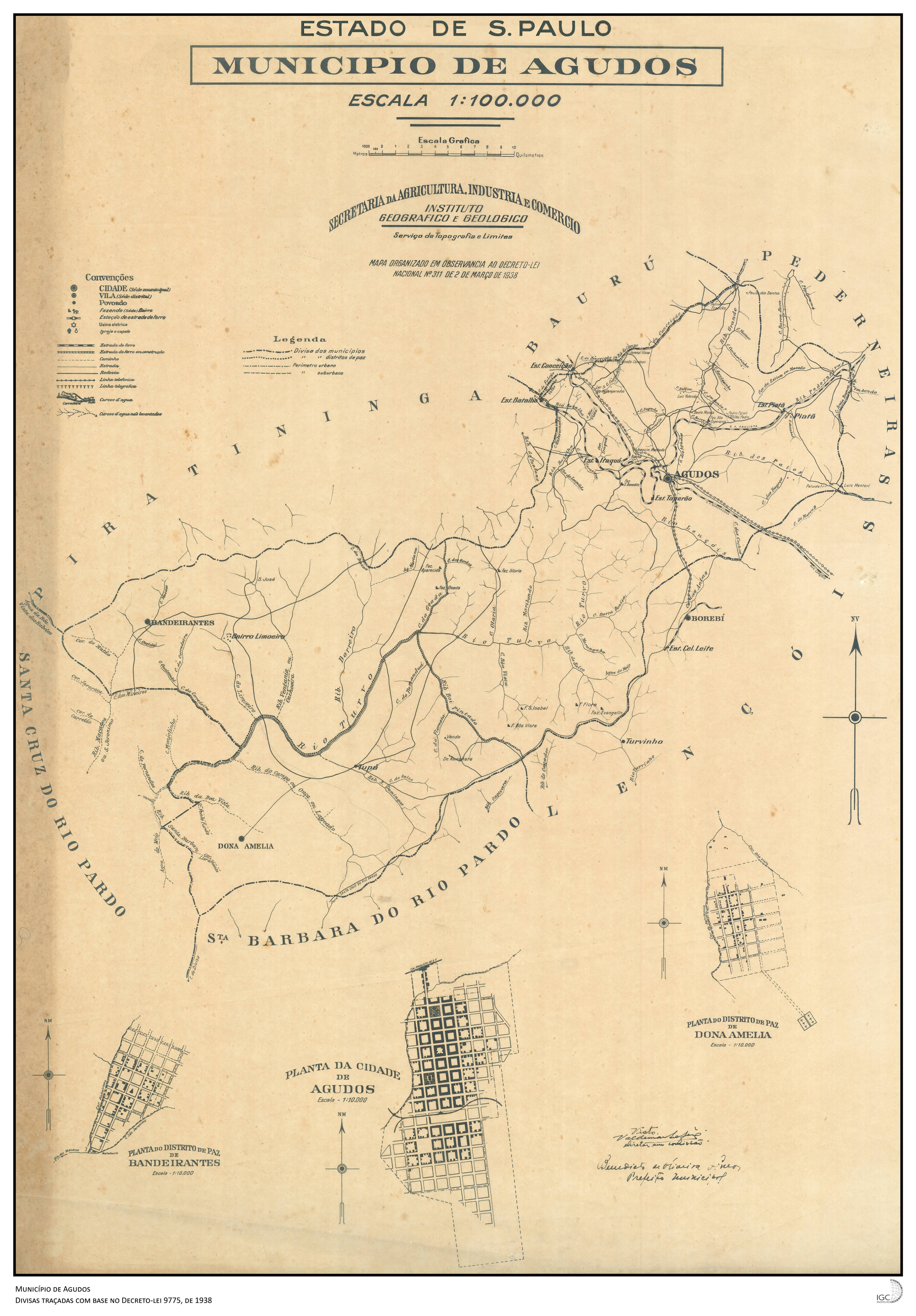
Mapa de Agudos (1938).

- Pelo Decreto Estadual n.º 9.775, de 30/11/1938, o distrito de Tupá foi extinto. Sob o mesmo Decreto citado, o distrito de Santa Cruz da Boa Vista passou a denominar-se Dona Amélia.
- Pelo Decreto-lei Estadual n.º 14.334, de 30/11/1944, o distrito de Dona Amélia passou a denominar-se Domélia e o distrito de Bandeirantes tomou o nome de Paulistânia.
- Pela Lei Estadual n.º 9.330, de 27/12/1995, desmembra de Agudos o distrito de Paulistânia, elevado à categoria de município.

## Geografia

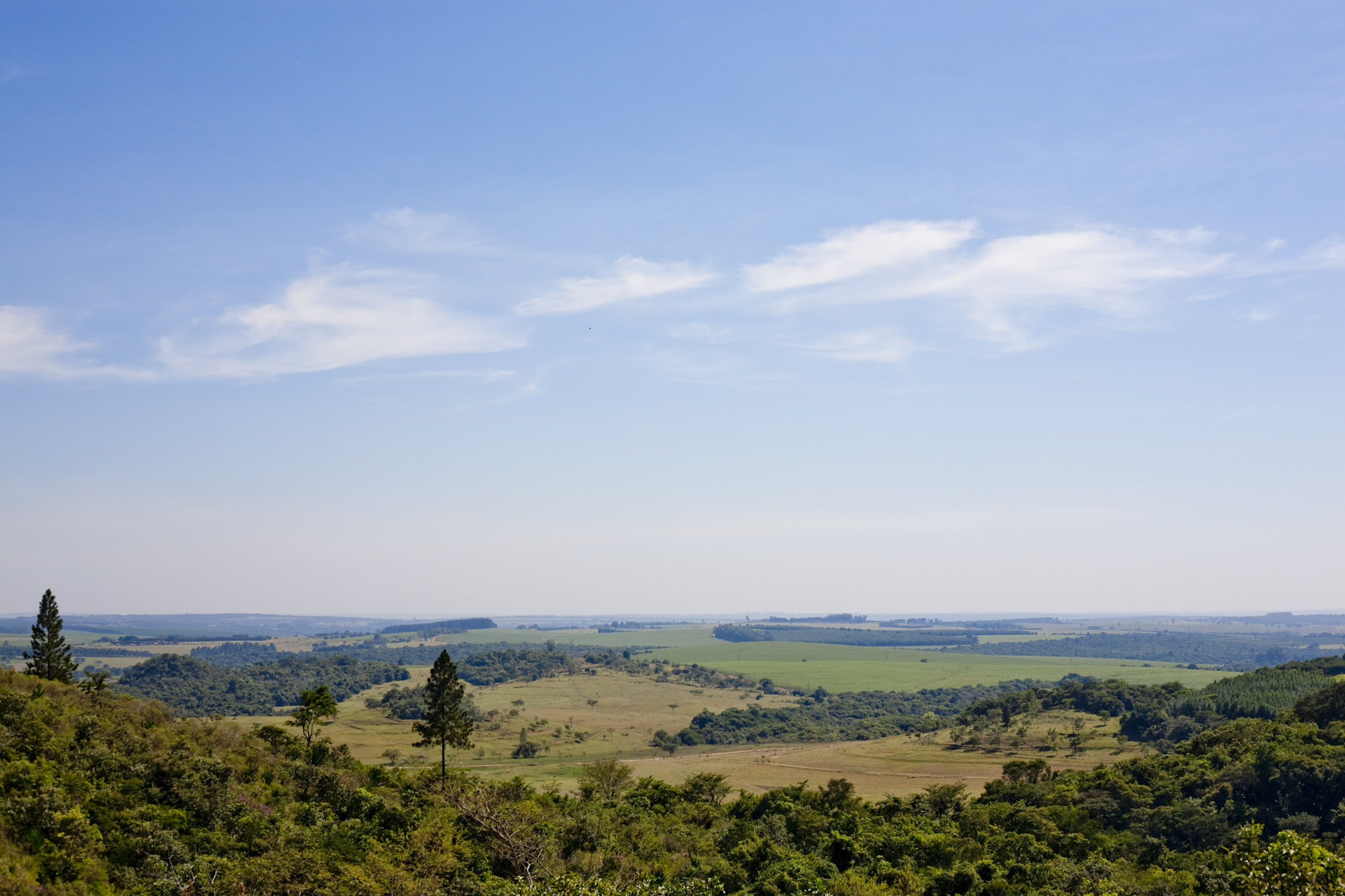
Paisagem rural em Agudos.

Localiza-se a 330 quilômetros da capital, sendo o acesso pela Rodovia Marechal Rondon. Sua posição geográfica é 47°4'39" de longitude oeste e 22°53'20" de latitude sul.

### Hidrografia
- Rio Lençóis
- Rio Turvo
- Rio Batalha

### Rodovias

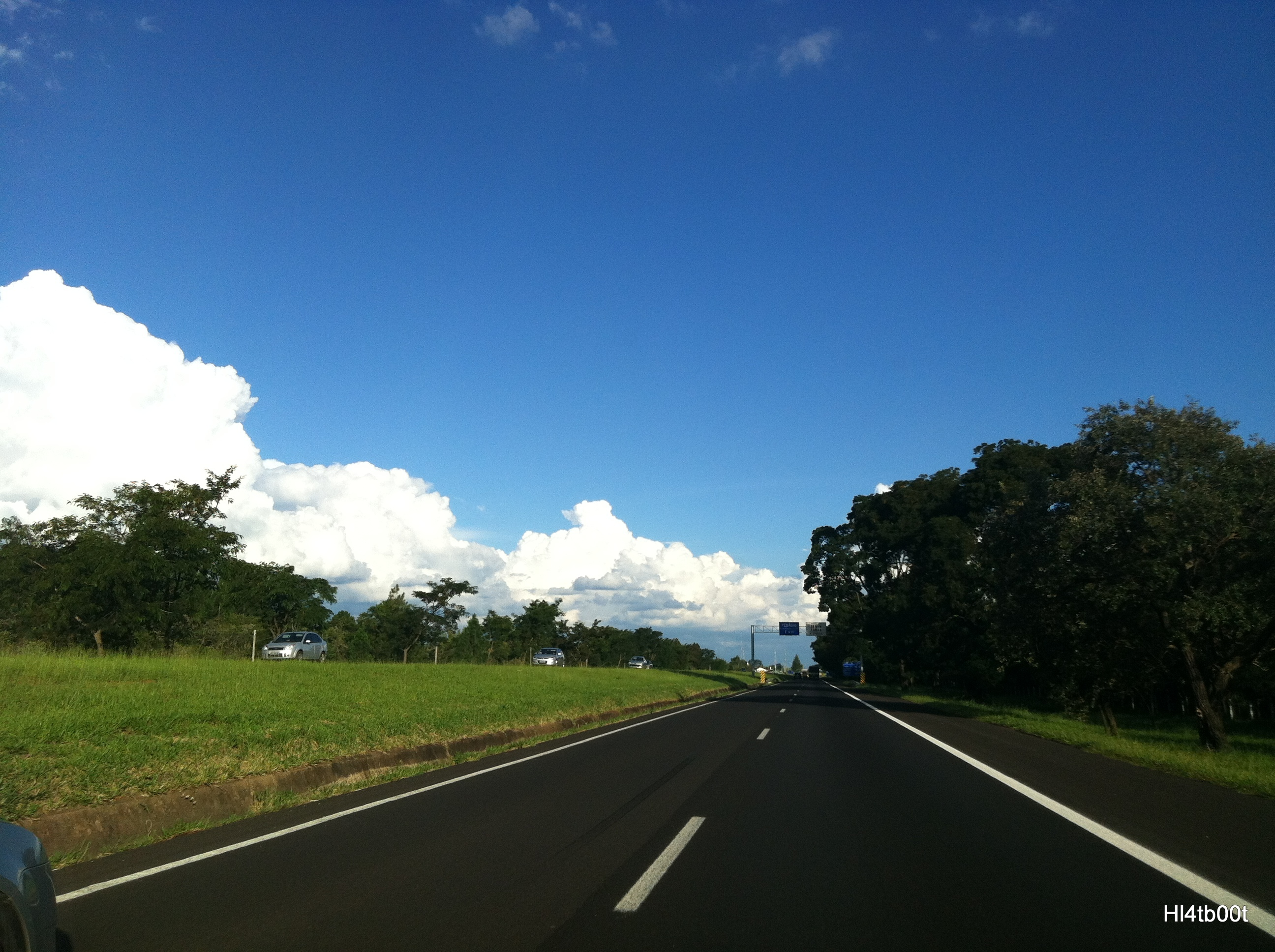
Trecho da rodovia Marechal Rondon em Agudos.

- SP-273
- SP-300

### Ferrovias
Ramal de Bauru (Estrada de Ferro Sorocabana), sendo a ferrovia operada atualmente pela Rumo Malha Oeste.

## Demografia

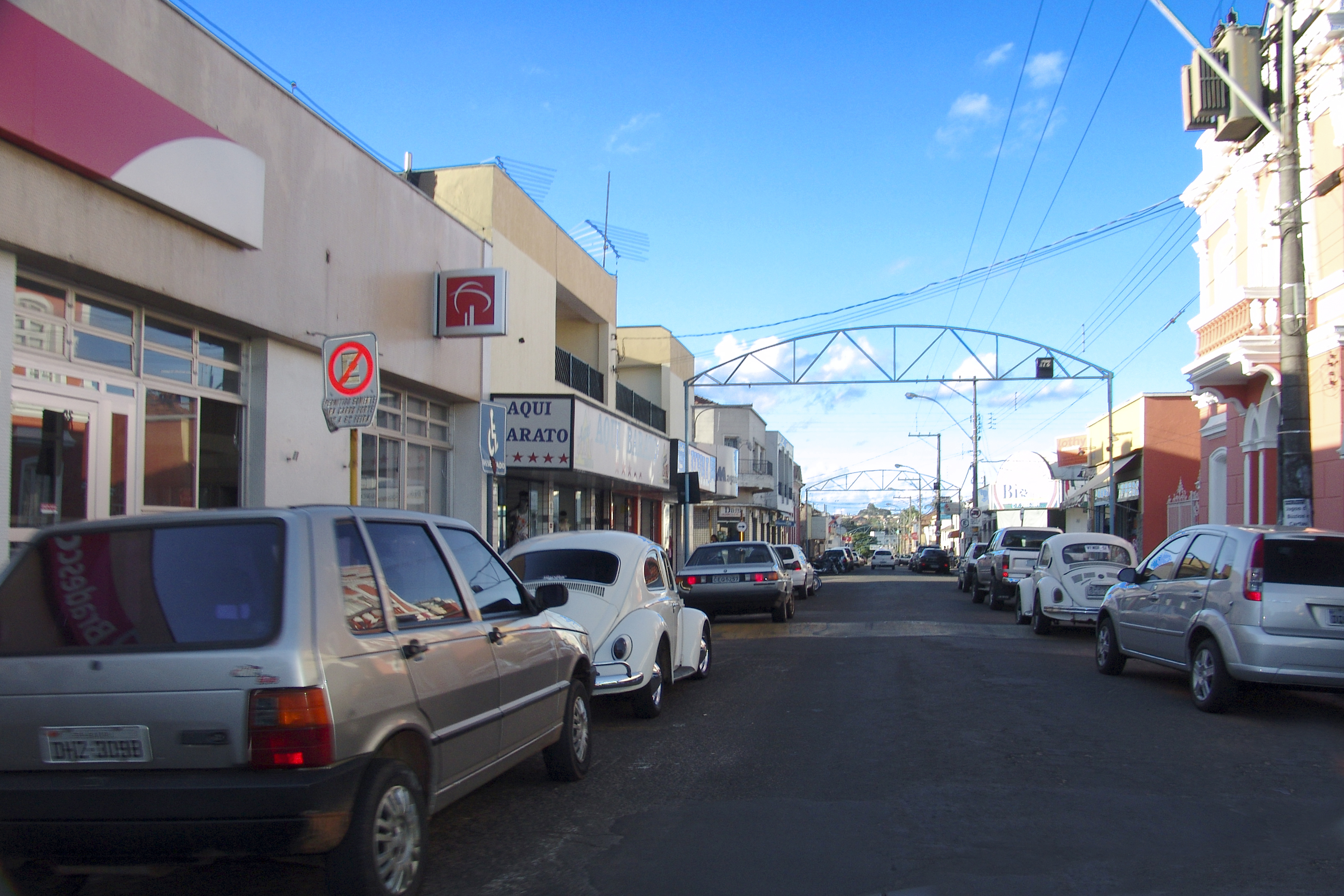
Uma das ruas do centro.

### População
| Crescimento populacional                             | Crescimento populacional | Crescimento populacional | Crescimento populacional |
| Ano                                                  | População Total          |                          | %±                       |
| ---------------------------------------------------- | ------------------------ | ------------------------ | ------------------------ |
| 1900                                                 | 3 451                    |                          | —                        |
| 1910                                                 | 10 842                   |                          | 214,2%                   |
| 1920                                                 | 15 702                   |                          | 44,8%                    |
| 1925                                                 | 16 823                   |                          | 7,1%                     |
| 1934                                                 | 23 509                   |                          | 39,7%                    |
| 1937                                                 | 25 133                   |                          | 6,9%                     |
| 1940                                                 | 22 352                   |                          | −11,1%                   |
| 1946                                                 | 21 248                   |                          | −4,9%                    |
| 1950                                                 | 16 751                   |                          | −21,2%                   |
| 1958                                                 | 13 621                   |                          | −18,7%                   |
| 1960                                                 | 17 075                   |                          | 25,4%                    |
| 1970                                                 | 18 543                   |                          | 8,6%                     |
| 1980                                                 | 24 478                   |                          | 32,0%                    |
| 1991                                                 | 31 706                   |                          | 29,5%                    |
| 2000                                                 | 32 484                   |                          | 2,5%                     |
| 2010                                                 | 34 524                   |                          | 6,3%                     |
| 2022                                                 | 37 680                   |                          | 9,1%                     |
| Est. 2024                                            | 38 879                   | [ 15 ]                   | 3,2%                     |
| Fontes: Censos Demográficos IBGE e Estimativas SEADE |                          |                          |                          |

### Dados demográficos
Dados do Censo - 2019
População total: 37.214
- Densidade demográfica (hab./km²): 35,73 (2010)
- Mortalidade infantil até 1 ano (por mil): 12,13 (2010)
- Expectativa de vida (anos): 70,79
- Taxa de fecundidade (filhos por mulher): 2,23
- Taxa de alfabetização: 97,90% (2010)
- Índice de Desenvolvimento Humano (IDH-M): 0,745 (2010)
- IDH-M Renda: 0,705
- IDH-M Longevidade: 0,763
- IDH-M Educação: 0,889

(Fonte: IBGE)

## Política e administração
- 2021 à 2024
  - Prefeito: Fernando Octaviani
  - Vice-prefeito: Paulo Vinicius Wolber (Paulinho do Pastel)
- 2025 à 2028
  - Prefeito: Rafael Lima Fernandes
  - Vice-prefeito: Ederson Roberto Mainini (Kukão)

## Economia

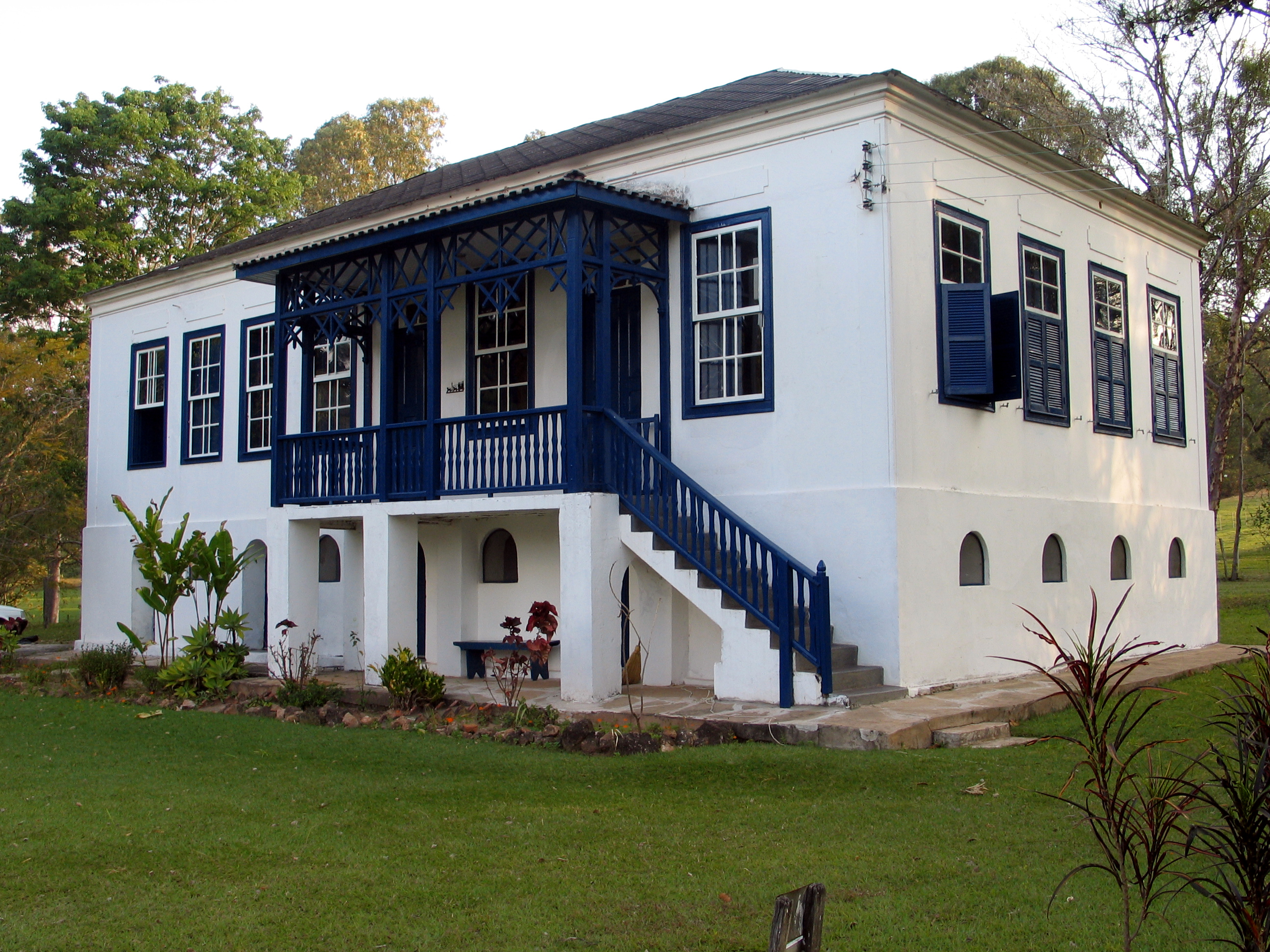
Área rural, sede de fazenda.

Agudos tem sua economia baseada na agricultura e pecuária, tendo também algumas indústrias de destaque mundial como a Duratex e a Ambev.
A produção agrícola municipal se divide nas culturas de:
- Abacaxi
- cana de açúcar
- Mandioca
- Milho
- Laranja
- Limão
- Tangerina
- Batata-doce

Destaca-se também a produção de madeira. A indústria Duratex possui extensas reservas no município que são administradas pela Duraflora.
Agudos também possui uma destacada produção pecuária:
- Bovinos (70 mil cabeças)
- Suínos (10 mil cabeças)
- Avícolas (300 mil aves)

Outros produtos:
- Leite com uma produtividade de 4 052 litros/vaca por ano em 2005[20]
- Casulo Bicho-da-seda = 80 toneladas

## Infraestrutura

### Educação

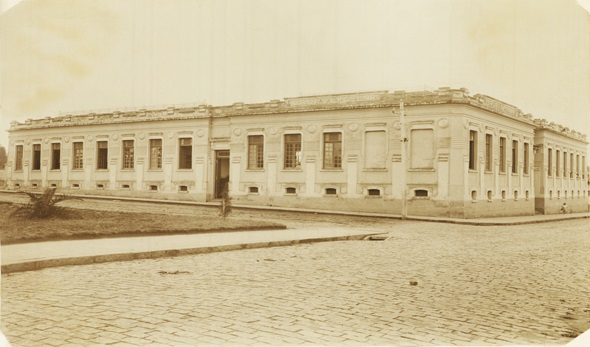
Grupo Escolar de Agudos, atual E.M.E.F. Coronel Leite.

- E.M.E.F. Coronel Leite - bem tombado pelo CONDEPHAAT na cidade.[21]

### Transportes
O município conta com transporte gratuito desde 2003. Uma frota de 16 veículos transporta 9000 pessoas por dia.

### Comunicações
O sistema de telefones automáticos foi inaugurado na cidade em 1977 pela Telecomunicações de São Paulo (TELESP), que também implantou o sistema de discagem direta à distância (DDD) em 1977 com o código de área (0142). Anteriormente a cidade era atendida pela Companhia Telefônica Brasileira (CTB).
Na década de 90 o código DDD da cidade foi alterado para (014), para padronização do sistema telefônico com a telefonia celular que estava sendo implantada em todo o estado.

## Pessoas ilustres
- Maria Lúcia Petit - professora e integrante da luta armada contra a ditadura militar no Brasil.

## Religião
O Cristianismo se faz presente na cidade da seguinte forma:

### Igreja Católica
O município pertence à Diocese de Bauru, tendo como bispo Dom Frei Rubens Sevilha. O Seminário Santo Antônio é uma casa de formação de frades, pelo ensino médio, sendo que o 3º Ano do Ensino Médio, corresponde ao aspirantado e pertence à Província da Imaculada Conceição do Brasil.

### Igrejas Evangélicas
Entre as igrejas protestantes históricas, pentecostais e neopentecostais, encontram-se na cidade:
- Igreja Presbiteriana Independente: foi a primeira igreja protestante a se fixar na cidade de Agudos, sendo organizada em 15 de outubro de 1905.
- Assembleia de Deus Ministério do Belém.[30][31]
- Congregação Cristã no Brasil.[32]
- Outras Igrejas: Comunidade Apostólica a Rede, Igreja do Evangelho Quadrangular, Igreja Adventista do Sétimo Dia, O Brasil Para Cristo, Igreja Manancial da Vida, Presbiteriana, Batista e Deus é Amor.